# Paralaxita cyme
Paralaxita cyme är en fjärilsart som beskrevs av Hans Fruhstorfer 1914. Paralaxita cyme ingår i släktet Paralaxita och familjen Riodinidae. Inga underarter finns listade i Catalogue of Life.